# Jurij Tavčar (1820–1892)
Jurij Tavčar, slovenski slikar  podobar, * 10. april 1820, Idrija, † 9. marec 1892, Idrija.

## Življenje in delo
Jurij Tavčar imenovan tudi »Idrijski«, se je podobarstva  učil v Kranju pri Layerjevem posinovljencu J. Egartnerju, kjer je na strop Layerjeve hiše (Jenkova ul. št. 5) naslikal kmeta ob senenem vozu s parom volov. Kot izrazito poljuden slikar je bil zelo priljubljen na podeželju, posebno se je uskladil s folklornim razpoloženjem Bele krajine. Pridobil si je lepo premoženje (v Idriji imel 3 hiše), sam bil pa tako skromen, da je med delom na terenu hodil s pomočniki na hrano od kmeta do kmeta. Predvsem je rad slikal, kiparska in rezbarska dela pa je rajši prepuščal podobarskim sodelavcem.
Tavčar, ki je deloval zlasti po cerkvah širom Slovenije, je delal oltarne slike, freske, lesene oltarje, tabernaklje in kipe, mnogo oltarjev in prižnic je tudi prenovil. Čeprav je bil njegov umetniški talent skromen, se je znal prilagoditi ljudskemu okusu, kateremu je prikrajal baročne stilne elemente, ter s tem nadaljeval s posnemanjem rokodelskega nasledstva L. Layerja in njegove šole. Pri Tavčarju se je 1865–1870 učil slikarstva Ludvik Grilc, podobarstva Jernej Jereb, ki je po učni dobi 6-tih let ostal Tavčarjev pomočnik še 7 let, med drugimi učenci sta bila tudi Matej Trpin in Jožef Štravs.